# Alev Lenz

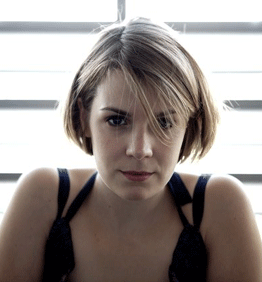
Alev Lenz

Alev Lenz (* 17. Januar 1982 in München) ist eine deutsch-türkische Singer/Songwriterin.

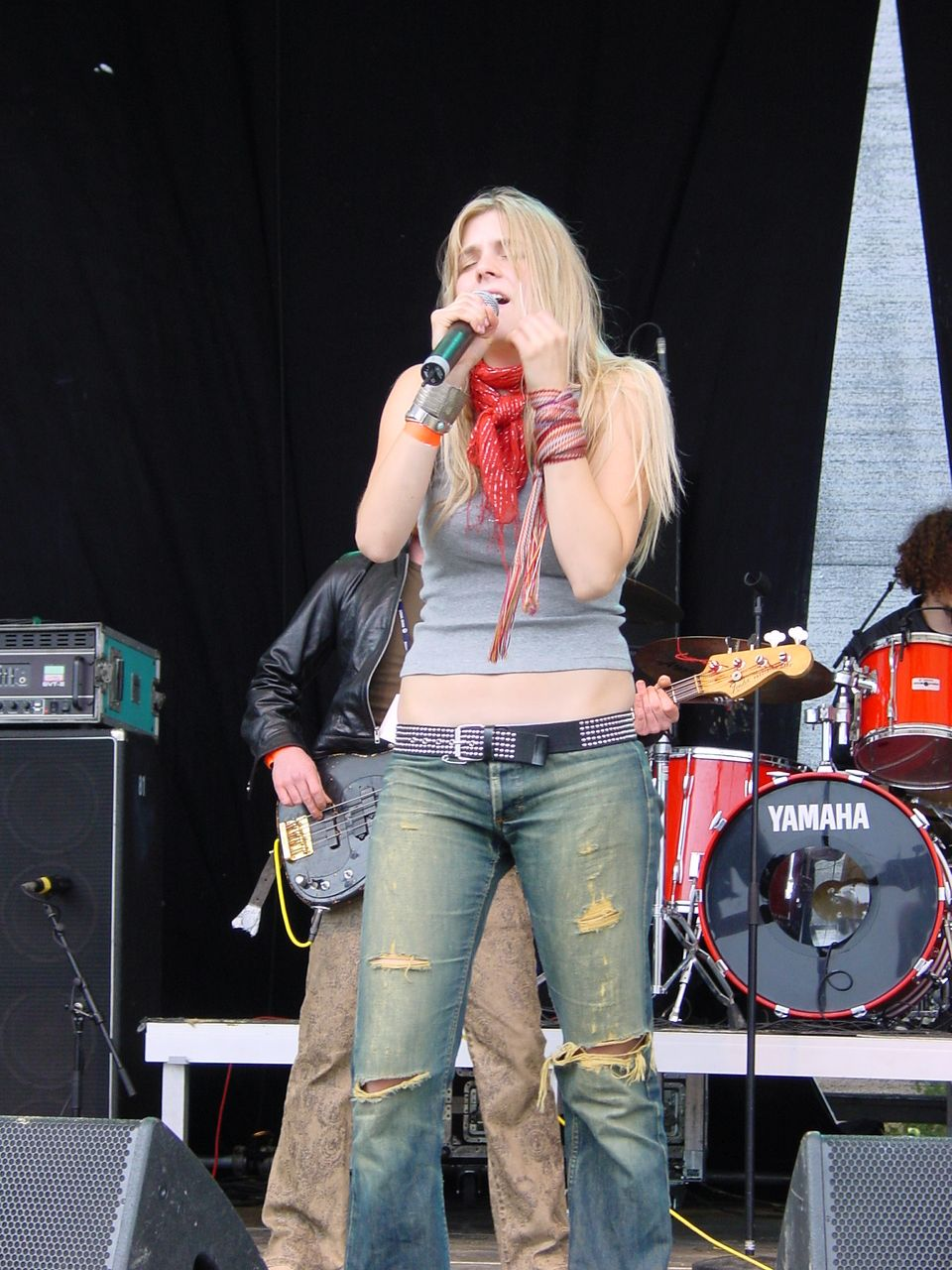
Alev Lenz auf dem 1. Summer End Festival in Walldürn im Odenwald (2003)

## Karriere
Die Tochter des Informationstechnikers Reimar Lenz und der türkischen Schauspielerin Berrin Alganer erhielt bereits im Alter von vier Jahren Musik- und Rhythmusunterricht, mit sieben Jahren Klavierunterricht; danach folgte Unterricht in Ballett, Schauspiel und Gesang. Ihr Vater war zunächst dagegen, dass sie Musikerin werden wollte. 2001 schloss ihre damalige Hardrock-Band Alev einen Verlagsvertrag mit BMG Music Publishing. Nach zwei CDs in Eigenproduktion und einem Album, das in Deutschland, der Türkei und den Vereinigten Staaten erschien, trennte sie sich von der Band in Eichenau.
Ihr Solo-Debütalbum Storytelling Piano Playing Fräulein komponierte sie zwischen Deutschland und New York pendelnd. Don Philippe von der Hip-Hop-Band Freundeskreis produzierte das Album dann in Berlin, welches auf ihrem eigenen Label (My Own Record Company) im Vertrieb von Groove Attack erschien.
In den Songs Wallet und Land of Gold der Sitar-Spielerin Anoushka Shankar wirkt Alev Lenz als Gastsängerin mit, das Stück Land of Gold erschien auf dem gleichnamigen Album 2016. Auf dem Album Love Letters von Shankar aus dem Jahre 2020 befinden sich weitere Kollaborationen, Lenz war Ko-Produzentin.
Songs von Alev Lenz wurden inzwischen in Film- und Fernseh-Produktionen eingesetzt, unter anderem der Song Fall Into Me im Serien-Finale von Black Mirror und als Soundtrack in der deutschen Netflix-Serie Dark mit dem Song "May the Angels".
Alev Lenz spricht Deutsch, Englisch, Türkisch und Französisch.

## Diskografie

### Solo

#### Alben
- 2009: Storytelling Piano Playing Fräulein[6]
- 2016: Two-Headed Girl[7]
- 2019: 3
- 2022: Milky Way

#### EPs
- 2010: Alte Schönhauser

#### Soundtracks
- 2008: Im Winter ein Jahr
- 2009: Die Wilden Hühner und das Leben
- 2019: Dark
- 2022: Im Nachtlicht

### Mit „Alev“
- 2003: Breakable
- 2004: Broken
- 2004: We Live in Paradise